# Самбогакая
Самбхогакая или Самбогакая (санскрит: „тяло на радостта“) е вторият вид или аспект от Трикая.

## Определение
Самбхогакая има осем специални качества:
1. Обкръжение: само бодхисатвите от Десетте нива преживяват обкръжението на Самбхогакая.
2. Сфера: единственото „място“ на наслада е Чистата Земя (санскрит: Аканища, тибетски: Огмин Тугпо Кьо).
3. Тяло: Самбхогакая се проявява в съвършени форми – такива като Вайрочана и др.
4. Характеристики: това са 32 главни и 80 второстепенни знаци на съвършенство.
5. Дхарма: в Чистата страна те се наслаждават изключително на ученията на Махаяна.
6. Активност: освен всичко включва също специални сили, предсказване и т.н.
7. Спонтанност: това означава, че всичките им действия са освободени от усилие. Традиционният пример е Скъпоценния камък изпълняващ желания. Това е и обичайно обръщение към Лама.
8. Липса на собствена природа: това означава, че макар бодхисатвите да се проявяват във всевъзможни Самбхогакая форми, те са невеществени и подобно на дъга не могат да бъдат докоснати.

### Божествени проявления
Самбхогакая е „фино тяло на безгранична форма“. И двамата „небесни“ буди Буда лечител и Амитабха, както и реализираните бодхисатви като Авалокитешвара и Манджушри могат да се проявят в „тяло на блаженството“. Буда може да се прояви чрез „тяло на блаженството“, за да учи другите бодхисатви чрез визуални преживявания.
Тези буди и бодхисатви показват ясно себе си в своите чисти земи. Тези светове са създадени за благото на другите същества. В тези земи е лесно да чуеш и практикуваш Дхарма. Човек може да се прероди в такава чиста земя чрез пренасянето на „заслуги“ от огромния запас в Чистата земя, обитавана от съответния Буда, с помощта на искрена молитва. Там той автоматично придобива статут на архат.
Едно от местата, където се проявява Самбхогакая тялото, е отлична космична сфера или Чиста земя, наречена Акаништха. Това е една от най-високите сфери на девите Шуддхаваша.
Абсолютно видени, само Дхармакая е истинска; Самбхогакая и Нирманакая са „условни начини на говорене и разбирането ѝ“.

### Достъп до напреднали практикуващи
Самбхогакя се отнася до светлата форма на чиста светлина, която практикуващия будизъм постига като достигне до най-високите измерения в будитката медитативна практика.
Според предание, тези умели в медитация, като напредналите тибетски лама и йоги, както и други високо реализирани будисти могат да постигнат достъп до Самбхогакая и да получат пряко предаване на учение.

## Понятието в различните будистки традиции

### Тибетски будизъм
Съществуват безброй Самбхогакая сфери колкото и безброй божества в тибетския будизъм. Тези две Самбхогакая сфери са известни още като Буда полета или Чисти земи.
В тибетския будизъм едно от проявленията на Самбхогакая е така нареченото „тяло-дъга“ или джалу (на тибетски). Постигайки го, напредналия практикуващ малко преди да умре е зазидан в пещера или пришит в малка подобна на юрта палатка. В период на една седмица или скоро след смъртта на практикуващите тялото им се превръща в светлото Самбхогакая тяло, като от трупа остават само коса и нокти.
Намдак интерпретирайки Ваджранатха, казва че връзката между Потока на Ума и Самбхогакая е това, което свързва Дхармакая с Нирманакая.

### Будизма Чан
В Чан (禪) (яп. Зен) преданието съществуват метафорични интерпретации на Самбхогакая (кит. 報身↔баошен, лит. „тяло на възмездието“), Дхармакая и Нирманакая.
В Олтарна сутра на Шестия патриарх, Чан учителя Хуйнен описва Самбхогакая като състояние в което практикуващият продължително и естествено създава добри мисли:

Мисли не за миналото, но за бъдещето. Постоянно поддържай бъдещите си мисли да бъдат добри. Това ние наричаме Самбхогакая.

Само една лоша мисъл може да унищожи наша карма, която е продължила хиляда години; а на свой ред само една добра мисъл може да унищожи лоша карма, която е живяна хиляда години.

Ако бъдещите мисли са винаги добри, ти можеш да наречеш това Самбхогакая. Разграничаващото мислене произлиза от Дхармакая (法身↔фашен „Тяло на истината“) се нарича Нирманакая (化身↔хуашен „Тяло на преобразяването“). Последващите мисли, които завинаги включват само добро правят Самбхогокая.